# Тэлли Браун, Нью-Йорк
«Тэлли Браун, Нью-Йорк» (англ. Tally Brown, New York) — документальный фильм 1979 года, снятый немецким режиссёром Розом фон Праунхаймом. Фильм повествует о певческой и актерской карьере Тэлли Браун, оперной и блюзовой певицы, которая была звездой андеграундных фильмов, а также об этой среде Нью-Йорка конца 1960-х годов.
В этом документальном фильме Праунхайм опирается на обширные интервью с Браун, в котором она рассказывает о своем сотрудничестве с Энди Уорхолом, Тейлором Мидом и другими, а также о ее дружбе с Холли Вудлон и Дивайн. Браун исполняет кавер версии песен «Heroes» и «Rock ’n’ Roll Suicide».
В том же году документальный фильм получил Серебряную награду Немецкой кинопремии за лучший неигровой фильм.
Документальный фильм также примечателен тем, что является первым и одним из немногих биографических фильмов фон Праунхейма о женщинах, которые стали культовыми фигурами среди ЛГБТ-сообщества.